# Odd Roger Enoksen

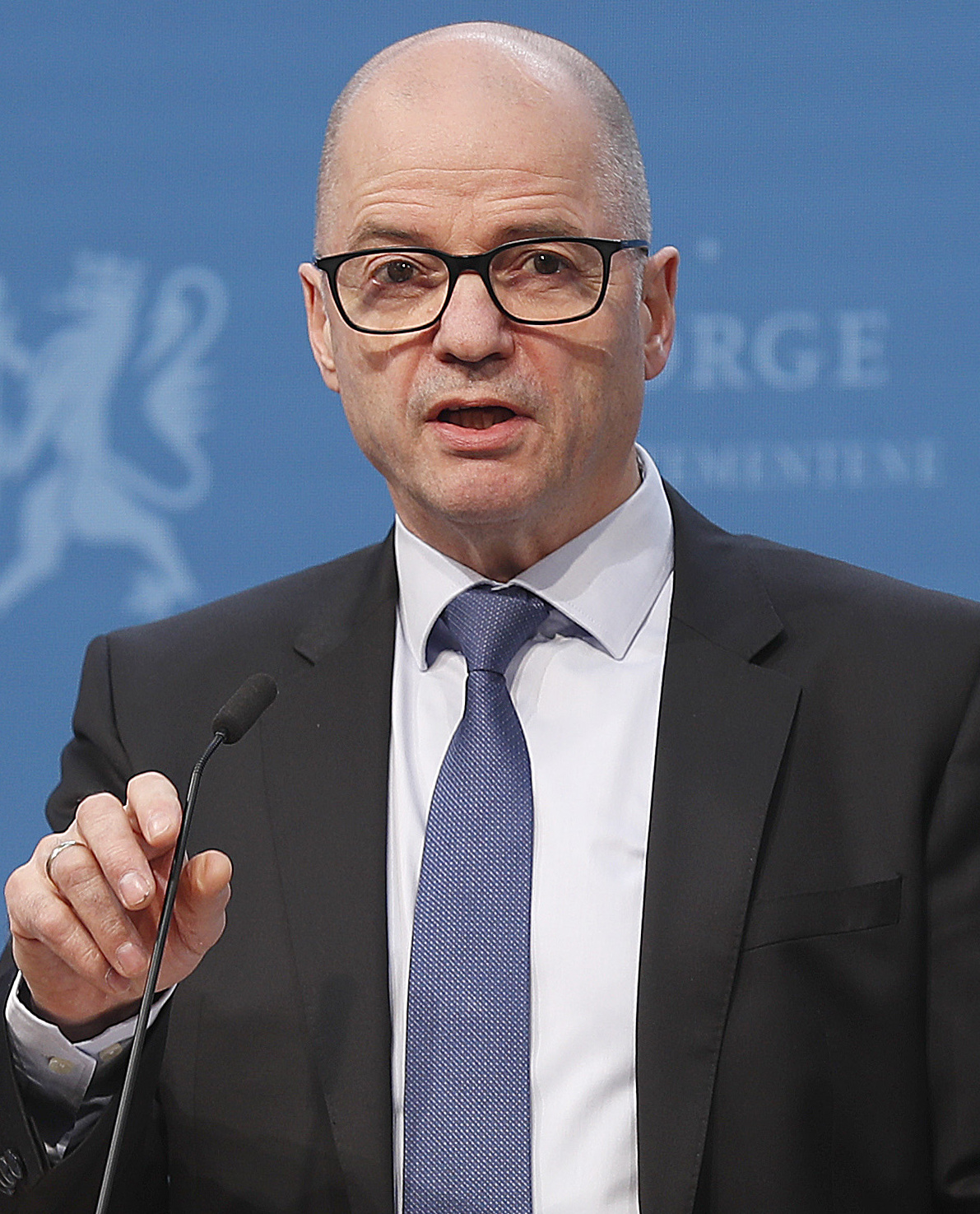
Odd Roger Enoksen, 2022

Odd Roger Enoksen (* 25. September 1954 in Andenes) ist ein norwegischer Politiker der Senterpartiet (Sp). Von März 1999 bis März 2000 war er der Kommunal- und Regionalminister, von Oktober 2005 bis September 2007 der Öl- und Energieminister seines Landes. In den Jahren 1999 bis 2003 war er Vorsitzender der Senterpartiet. Von 1993 bis 2005 war er Abgeordneter im Storting. Enoksen fungierte von Oktober 2021 bis April 2022 als Verteidigungsminister.

## Leben
Enoksen schloss 1975 seine Ausbildung zum Agronom ab, anschließend arbeitete er bis 1985 als Landwirt. Danach war er bis 1993 in der Torfproduktbranche tätig.  Zudem war er zwischen 1978 und 1993 Mitglied im Kommunalparlament von Andøy. Dabei war er von 1983 bis 1986 sowie von 1987 bis 1991 der Bürgermeister der Kommune. Dazwischen war er von 1986 bis 1987 stellvertretender Bürgermeister von Andøy.
Bei der Parlamentswahl 1993 zog Enoksen erstmals in das norwegische Nationalparlament Storting ein. Dort vertrat er den Wahlkreis Nordland und wurde zunächst Mitglied im Energie- und Umweltausschuss. Zudem fungierte er vom 11. Oktober 1993 bis zum 30. September 1997 als Vizesekretär des Stortings. Nach der Wahl 1997 wurde er Vorsitzender des Wirtschaftsausschusses. Zudem wurde Enoksen Mitglied des Fraktionsvorstands der Senterpartiet-Gruppierung. Zwischen 1996 und 1997 stand er seiner Partei in Nordland vor. Im Jahr 1997 wurde er zum stellvertretenden Vorsitzenden der Senterpartiet gewählt Von 1999 bis 2003 übernahm er deren Vorsitz.
Am 16. März 1999 wurde er zum Kommunal- und Regionalminister in der Regierung Bondevik I ernannt. Er übte das Amt bis zum Abtritt der Regierung am 17. März 2000 aus. Nachdem er wegen seiner Regierungsmitgliedschaft sein Mandat im Parlament hatte ruhen lassen müssen, kehrte er ins Parlament zurück. Dort wurde er Mitglied im Finanzausschuss und Fraktionsvorsitzender. Im Anschluss an die Stortingswahl 2001 ging er zunächst in den Verteidigungsausschuss über. Im April 2003 ging er während der laufenden Legislaturperiode in den Finanzausschuss über. Zudem fungierte er von Oktober 2001 bis März 2003 weiter als Fraktionsvorstand. Am 17. Oktober 2005 wurde er in der neu gebildeten Regierung Stoltenberg II zum Öl- und Energieminister ernannt. In dieser Position blieb er bis zum 21. September 2007. Im Jahr 2005 wurde er Verwaltungsdirektor des Andøya Space Center.
Am 14. Oktober 2021 wurde er zum Verteidigungsminister in der neu gebildeten Regierung Støre ernannt. Im April 2022 berichtete die Zeitung Verdens Gang (VG) darüber, dass Enoksen in seiner Zeit als Minister in der Regierung Stoltenberg II eine Beziehung mit einer 18-Jährigen hatte. Die Frau sagte, dass er ihre Verletzlichkeit ausgenutzt habe. Enoksen erklärte diesbezüglich, dass er eine Beziehung, die er nicht hätte haben sollen, mit ihr gehabt habe und er diese bereue. Bereits zuvor berichtete eine Parteikollegin von Enoksen, dass er sich ihr gegenüber unangemessen verhalten habe und sie sich im Rahmen der MeToo-Kampagne im Jahr 2017 dazu an die Partei gewendet habe. Der Fall sei damals nicht weiterverfolgt worden, da Enoksen in dieser Zeit kein Parteiamt innehatte.  Am 9. April 2022 erklärte er, als Verteidigungsminister zurücktreten zu wollen. Seine Amtszeit endete schließlich am 12. April 2022, als Bjørn Arild Gram zu seinem Nachfolger ernannt wurde.